# Engin Arık
Engin Arık (Istanbul, 4 ottobre 1948 – Distretto di Keçiborlu, 30 novembre 2007) è stata una fisica turca.

## Biografia
Engin nacque a Istanbul e conseguì la sua laurea nel 1969 in matematica e fisica presso l'Università di Istanbul. Successivamente, conseguì la laurea magistrale nel 1971 e il dottorato di ricerca nel 1976 in fisica sperimentale ad alta energia presso l'Università di Pittsburgh, negli Stati Uniti. Svolse gli studi post-dottorato presso il Westfield College dell'Università di Londra.
Tornò nel 1979 in Turchia, dove diventò membra della facoltà dell'Università Boğaziçi. Nel 1983, lasciò l'università per lavorare con Control Data Corporation per due anni. Arık divenne successivamente professoressa presso l'Università Boğaziçi nel 1988.
Tra il 1997 e il 2000, Arık fu incaricata dal governo per rappresentare la Turchia alle sessioni del Trattato sulla messa al bando totale degli esperimenti nucleari svoltosi presso l'Agenzia internazionale per l'energia atomica (AIEA) delle Nazioni Unite a Vienna, Austria.
Fu membro delle collaborazioni ATLAS e CAST al CERN in Svizzera.
Arık decedette durante un incidente il 30 novembre 2007. Era sposata con Metin Arık, anche lui professore nello stesso dipartimento presso l'Università di Boğaziçi, e ebbe due figli.
C'è una strada che porta il suo nome nel quartiere di İlkyerleşim nel distretto di Yenimahalle ad Ankara, in Turchia.